# 王上齡
王上齡（1432年—？），字大壽，山西大同府渾源州人，軍籍，明朝政治人物。進士出身。

## 生平
山西鄉試第二十名。景泰五年（1454年）甲戌科會試第二百十三名，殿試登進士第三甲第二百零九名。

## 家族
曾祖父王廣。祖父王才甫。父亲王懋，曾任知縣。

## 延伸阅读
[在维基数据编辑]